# William Tangney

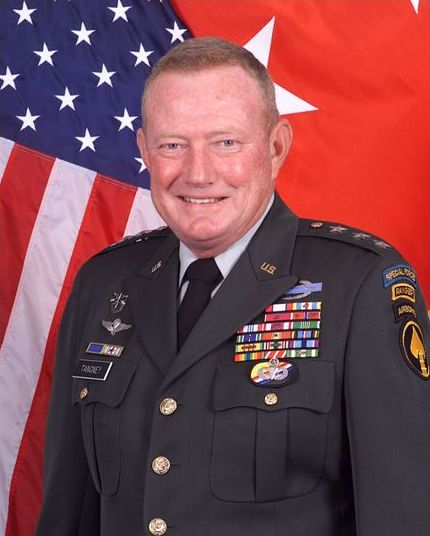
William P. Tangney

William P. Tangney (* um 1945) ist ein pensionierter Generalleutnant der United States Army. Er war unter anderem Kommandeur des United States Army Special Operations Commands.
Tangney stammt aus New Hampton im Bundesstaat New Hampshire. Über das ROTC-Programm der Militärschule The Citadel in Charleston in South Carolina gelangte er im Jahr 1967 in das Offizierskorps des US-Heeres. In der Armee durchlief er anschließend alle Offiziersränge vom Leutnant bis zum Drei-Sterne-General.
In seinen jüngeren Jahren absolvierte er den für Offiziere in den niederen Rangstufen üblichen Dienst in verschiedenen Einheiten und Standorten. Im Jahr 1971 wurde er als Nachrichtenoffizier bei der 5th Special Force Group im Vietnamkrieg eingesetzt. Anschließend absolvierte er die zur Syracuse University gehörende Maxwell School. In der Folge war William Tangney hauptsächlich bei Sondereinheiten (Special Forces) des Heeres tätig. Eine Ausnahme bildete seine Tätigkeit im Stab des Verteidigungsministeriums, wo er in der Abteilung für internationale Sicherheitsangelegenheiten tätig war (Assistant Secretary of Defense for International Security Affairs).
Später kommandierte er als Oberst die 10th Special Forces Group. Danach erhielt er als Brigadegeneral das Kommando über das Special Operations Central Command. Nach seiner Beförderung zum Generalmajor wurde Tangney Leiter das United States Army John F. Kennedy Special Warfare Center and School. Diesen Posten bekleidete er ab Mai 1996. Danach wurde er zum United States Army Special Operations Command in Fort Bragg versetzt. Dort wurde er für kurze Zeit stellvertretender Kommandeur dieses Kommandos. Im Frühjahr 1998 erfolgte seine Beförderung zum Generalleutnant. Als Nachfolger von Peter J. Schoomaker befehligte Tangney das Army Special Operations Command zwischen Dezember 1997 und Oktober 2000.
Nach dem Ende dieser Berufung wurde er auf die MacDill Air Force Base in Florida versetzt. Dort war er bis zu seiner Pensionierung im Jahr 2002 stellvertretender Kommandeur des United States Special Operations Commands.
Nach seiner Pensionierung arbeitete Tangney als Senior Vice President for Intelligence für die Firma Future Technologies Inc.

## Orden und Auszeichnungen
William Tangney erhielt im Lauf seiner militärischen Laufbahn unter anderem folgende Auszeichnungen:
- Army Distinguished Service Medal
- Defense Superior Service Medal
- Legion of Merit
- Bronze Star Medal
- Defense Meritorious Service Medal